# گئورگ باکونتس
گئورگ آرسنی باکونتس (ارمنی: Գեվորգ Արսենի Բակունց؛ انگلیسی: Gevorg Bakunts زاده ۱۹۱۳ - درگذشته ۱۹۸۷) مخترع و متخصص برق اهل ارمنستان بود.

## زندگی‌نامه
وی در ۲۱ اکتبر ۱۹۱۳ در شوشی به دنیا آم.  وی در ۱۹۸۷ در سن ۷۴ سالگی درگذشت در آرامستان شاهومیان به خاک سپرده شد.

## یادداشت
1. ↑  ՀՍՍՀ վաստակավոր գյուտարար